# 鲁斯兰·扎帕罗夫
鲁斯兰·扎帕罗夫（1996年5月27日—），哈萨克斯坦男子跆拳道运动员，2018年亚洲跆拳道锦标赛男子87公斤以上级银牌得主、2018年亚洲运动会男子80公斤以上级铜牌得主、2019年世界军人运动会男子87公斤以上级金牌得主。